# Ceraclea nibenica
Ceraclea nibenica är en nattsländeart som beskrevs av Gonzalez och Terra 1988. Ceraclea nibenica ingår i släktet Ceraclea och familjen långhornssländor. Inga underarter finns listade i Catalogue of Life.